# 阿爾達河

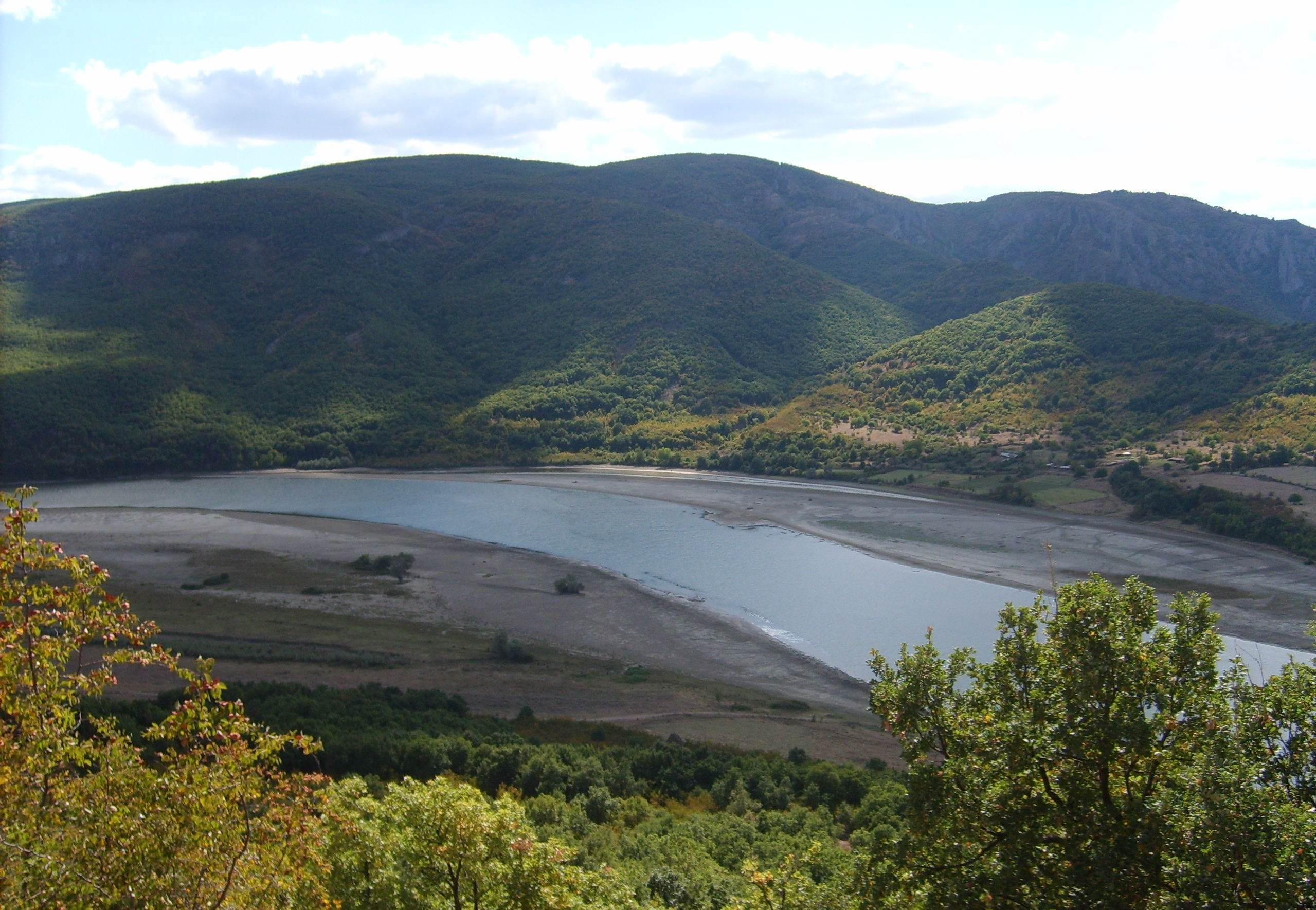

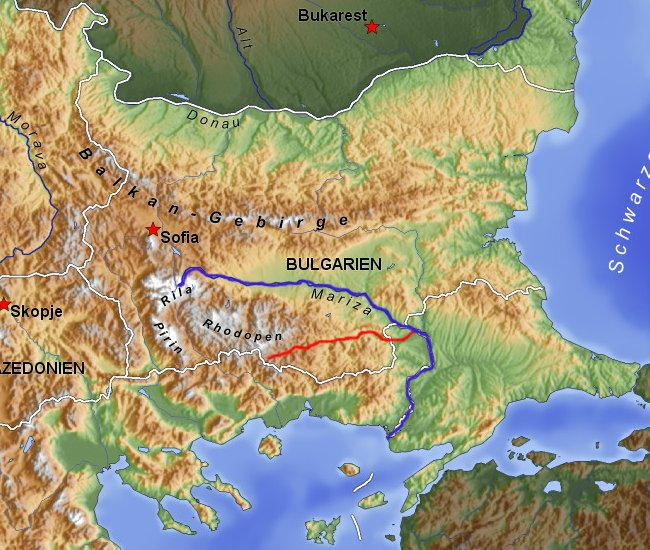

阿爾達河是歐洲南部的河流，流經保加利亞東南部和希臘東北部，屬於馬里查河的支流，發源自斯莫梁附近，河道全長290公里，流域面積1,455平方公里。